# LAG Nr. 891
Der Triebwagen LAG Nr. 891 war ein zweiachsiger elektrischer Gütertriebwagen der Lokalbahn Aktien-Gesellschaft (LAG) für den Betrieb auf der Nebenbahn Bad Aibling–Feilnbach. Das Fahrzeug ist durch den Umbau eines Güterwagens entstanden.
Bei der Verstaatlichung der LAG wurde der Triebwagen von der Deutschen Reichsbahn übernommen und als ET 194 21 bezeichnet. Das Fahrzeug wurde von der Deutschen Bundesbahn übernommen und versah seinen Dienst bis 1954. Der Triebwagen ist nicht mehr vorhanden.

## Geschichte
Die LAG betrieb im süddeutschen Raum mehrere Nebenbahnen, die schon vor 1900 elektrifiziert und mit Triebwagen betrieben wurden. Als sie die Bahnstrecke Bad Aibling–Feilnbach übernahm, wurden zwei Gütertriebwagen aus dem Jahr 1903 mit übernommen. Nach deren Ausmusterung entstand im Jahr 1922 dieser Triebwagen durch Umbau aus einem herkömmlichen Güterwagen. Für den Umbau waren im mechanischen Bereich MAN und im elektrischen Bereich die Siemens-Schuckert-Werke zuständig. Das Fahrzeug erhielt während des Baues die Bezeichnung 891.
Der bei der Deutschen Reichsbahn ET 194 21 bezeichnete Triebwagen wurde im Bahnbetriebswerk Rosenheim, Lokbahnhof Bad Aibling stationiert. Er war für den Stückgut- und Güterverkehr auf der zwölf Kilometer langen Strecke zuständig und wurde gelegentlich im Reisezugdienst verwendet. Der Triebwagen verblieb während seiner gesamten Einsatzzeit auf seiner Stammstrecke. Von 1946 bis 1954 wurde er von der Deutschen Bundesbahn nur noch im Güterverkehr verwendet und verkehrte täglich. Er wurde 1954 durch einen ET 183 abgelöst, daraufhin abgestellt und im selben Jahr ausgemustert. Eine Zeit lang diente er noch als Bahnhofswagen in Traunstein.

## Konstruktion
Das Untergestell war aus genieteten Walzprofilen hergestellt, der Wagenkasten war eine reine Holzkonstruktion. An den Einstiegsräumen waren stirnseitig drei große Fenster und an der Seite in den Einstiegstüren ebenfalls je ein Fenster angeordnet, die für eine gute Streckenbeobachtung und gute Belichtung des Führerstandes sorgten. Im Führerstand waren der Fahrschalter und die Bremsmechanismen untergebracht. Der zwischen den Führerständen gelegene Laderaum war von außen durch je eine mittlere Schiebetür zugänglich und gegenüber den Führerständen durch Trennwände abgetrennt.
Auf dem Dach waren ursprünglich zwei Lyra-Stromabnehmer angeordnet, ab 1942 wurden diese durch einen mittleren Scherenstromabnehmer ersetzt. Beide Achsen wurden von Gleichstrom-Reihenschlussmotoren angetrieben, die in Tatzlager-Bauweise im Rahmen aufgehängt waren. Zur Inbetriebsetzung besaß der Triebwagen einen dunkelgrauen Anstrich, ab 1952 war er grün lackiert.